# Meriones crassus
Meriones crassus är en däggdjursart som beskrevs av Carl Jakob Sundevall 1842. Meriones crassus ingår i släktet Meriones och familjen råttdjur. Inga underarter finns listade.

## Beskrivning
En medelstor ökenråtta med en längd av 20 till 31 cm, inklusive den 10 till 16 cm långa svansen. Vikten varierar från 55 till 115 g. Pälsen på ovansidan är mjuk, brungul med ljusare sidor och vitaktiga fläckar över ögonen och bakom öronen. Även svansen är brungul med en kort, svart hårborste i änden.

## Ekologi
Meriones crassus är en företrädesvis nattaktiv art som lever i torra, sandiga habitat och undviker högländer. Boet grävs ut 20 till 150 cm under markytan, och har flera ingångar och förrådskammare. Arten kan söka föda upptill 10 kilometer från boet. Födan består främst av frön under sommaren och gröna växtdelar under vintern, men insekter kan också tas, framför allt vandringsgräshoppor och syrsor. Den hamstar föda, speciellt åsne- och kamelspillning som är rik på osmälta frön.
I fångenskap har arten uppnått en ålder av 5 år och 7 månader.

### Fortplantning
Arten blir könsmogen tidigt, efter drygt 7 veckor. Under parningen, som sker nattetid, bestiger hanen honan flera gånger under kraftiga svansviftningar. Mellan bestigningarna putsar honan hanen. Efter 21 till 26 dygns dräktighet (upp till 31 dygn ifall honan redan har diande ungar) föder honan 1 till 8 (genomsnittligt 3 till 4) ungar, som väger mellan 2,5 och 4,5 g vid födseln. De dias i omkring en månad. Hanen tar ingen del i ungarnas uppfostran.

## Utbredning
Utbredningsområdet sträcker sig från Nordafrika (Marocko till Egypten och söderut till Sudan) över Arabiska halvön och Turkiet till västra Pakistan. Troliga fynd har dessutom rapporterats från områdena kring Niger samt från Mali.

## Status
IUCN kategoriserar arten globalt som livskraftig ("LC"); arten är allmän, populationen stabil, och inga hot har rapporterats.